# Метт Гайгер
Метью Аллен Гайгер (англ. Matthew Allen Geiger, нар. 10 вересня 1969, Сейлем, Массачусетс, США) — американський професійний баскетболіст, що грав на позиції центрового за декілька команд НБА.

## Ігрова кар'єра
На університетському рівні грав за команду Оберн (1987–1989) та Джорджия-Тех (1990–1992). 
1992 року був обраний у другому раунді драфту НБА під загальним 42-м номером командою «Маямі Гіт». Професійну кар'єру розпочав 1992 року виступами за тих же «Маямі Гіт», захищав кольори команди з Маямі протягом наступних 3 сезонів.
З 1995 по 1998 рік також грав у складі «Шарлотт Горнетс».
Останньою ж командою в кар'єрі гравця стала «Філадельфія Севенті-Сіксерс», до складу якої він приєднався 1999 року і за яку відіграв 2 сезони. Після численних травм коліна був змушений завершити спортивну кар'єру.